# Kōriyama
Kōriyama (japanska: 郡山市?, Kōriyama-shi) är en stad i Fukushima prefektur i Japan. Staden fick stadsrättigheter 1924 och 
har sedan 1997
status som kärnstad (japanska: 中核市?, Chūkakushi) enligt lagen om lokalt självstyre.

## Kommunikationer
Kōriyama har en station på Tōhoku Shinkansen samt fem regionala järnvägslinjer.